# Mallophora bomboides
Mallophora bomboides är en tvåvingeart som först beskrevs av Christian Rudolph Wilhelm Wiedemann 1821.  Mallophora bomboides ingår i släktet Mallophora och familjen rovflugor. Inga underarter finns listade i Catalogue of Life.